# Барриос, Пабло (футболист)
Пабло Барриос Ривас (исп. Pablo Barrios Rivas; род. 15 июня 2003, Мадрид) — испанский футболист, полузащитник клуба «Атлетико Мадрид».

## Игровая карьера

### Клубная
Барриос — воспитанник «Мораталаса» и мадридского «Реала», а в 2017 году перешел в академию мадридского «Атлетико». Пройдя путь через их молодёжные команды, он начал свою карьеру во второй команде «Атлетико Мадрид» в январе 2022 года. 27 января дебютировал за неё выйдя на замену в матче Терсеры против «Вильяверде Сан-Андрес». 3 марта он подписал свой первый профессиональный контракт с клубом до 2025 года. Он дебютировал в составе «Атлетико» на профессиональном уровне, выйдя на замену в матче Ла Лиги против «Кадиса» (3:2) 29 октября 2022 года. 1 ноября 2022 года дебютировал в Лиге чемпионов, выйдя на замену в матче с Порту (1:2). Забил свой первый гол за взрослую команду 22 декабря в матче кубка против «Арентейро». 23 января 2023 года продлил контракт с «Атлетико» до 2028 года и был официально переведён в основной состав, получив футболку с 24 номером (ранее выступал под 34). 4 марта 2023 года отдал свою первую голевую передачу в Ла Лиге в матче против Севильи, а всего в сезоне 21/22 поучаствовал в 21 матче. Забил дебютный гол в Лиге чемпионов 19 сентября 2023 года в матче против Лацио (1:1).

### Международная
Барриос является игроком сборной Испании до 19 лет.

## Статистика

### Клубная карьера
| Клуб            | Сезон            | Лига | Лига | Кубки | Кубки | Еврокубки | Еврокубки | Прочие | Прочие | Итого | Итого |
| Клуб            | Сезон            | Игры | Голы | Игры  | Голы  | Игры      | Голы      | Игры   | Голы   | Игры  | Голы  |
| --------------- | ---------------- | ---- | ---- | ----- | ----- | --------- | --------- | ------ | ------ | ----- | ----- |
| Атлетико Мадрид | 2022/23          | 21   | 0    | 4     | 2     | 1         | 0         | 0      | 0      | 26    | 2     |
| Атлетико Мадрид | 2023/24          | 24   | 0    | 4     | 0     | 7         | 1         | 0      | 0      | 35    | 1     |
| Атлетико Мадрид | Всего за карьеру | 45   | 0    | 8     | 2     | 8         | 1         | 0      | 0      | 61    | 3     |